# Amedeo Pomilio
Amedeo Pomilio (ur. 11 lutego 1967 w Chieti) – włoski piłkarz wodny. Dwukrotny medalista olimpijski.
Mierzący 178 cm wzrostu zawodnik w 1992 w Barcelonie wspólnie z kolegami został mistrzem olimpijskim. Cztery lata później znalazł się wśród brązowych medalistów igrzysk. Brał także udział w IO 2000. Był mistrzem Europy w 1993 i 1995. W 1994 triumfował na mistrzostwach świata.